# Gonting Garoga
Gonting Garoga is een bestuurslaag in het regentschap Tapanuli Utara van de provincie Noord-Sumatra, Indonesië. Gonting Garoga telt 1266 inwoners (volkstelling 2010).